# عثمان العمیر
عثمان العمیر (انگلیسی: Othman Al Omeir؛ زادهٔ ۱۹۵۰) تاجر و روزنامه‌نگار اهل عربستان سعودی است. او از نزدیکان سلمان بن عبدالعزیز آل سعود بشمار می‌رود. او همچنین موسس روزنامه‌ی ایلاف است.

## روزنامه‌نگاری
او این حرفه را در ابتدا به عنوان خبرنگار ورزشی در روزنامه الجزیره آغاز کرد. بعد از مدتی او سردبیر و خبرنگار روزنامه در لندن شد. در مدتی که در لندن بود به یادگیری زبان انگلیسی پرداخت. از سال ۱۹۸۳ تا ۱۹۸۷ او سردبیر مجله المجله بود. بعد از آن او ده سال سردبیر روزنامه‌ی الشرق الاوسط بود.